# NIR 1 sorozat
A NIR 1 sorozat (korábban NIR DH sorozat) háromtengelyes dízel-hidraulikus tolatómozdony-sorozat, melyet az English Electric gyártott 1969-ben a Northern Ireland Railways számára, összesen 3 példányban. A mozdonyok a motor gyakori túlmelegedése miatt megbízhatatlannak bizonyultak, az NIR az 1980-as évek második felében kivonta azokat a szolgálatból.

## Használatuk

### A Northern Ireland Railways szolgálatában
A Northern Ireland Railways DH sorozata három darab dízel-hidraulikus tolatómozdonyból állt, melyek az 1, a 2 és a 3 pályaszámokat kapták. Ezeket az English Electric Company gyártotta a Newton-le-Willows-i Vulcan Foundry üzemében 1969-ben. A mozdonyok az English Electric nyilvántartásában a 3954–3956, míg a Vulcan Foundry listájában a D1266–D1268 gyári számokon szerepelnek. A mozdonyok C tengelyelrendezésűek, 620 lóerő (460 kW) névleges teljesítményű Dorman „12QTV” motorokkal szerelték azokat, melyhez egy EE Twin Disc-nyomatékváltót és egy Wiseman-véghajtást csatlakoztattak. Tömegük 42,5 tonna (41,83 angol tonna; 46,85 amerikai tonna), legnagyobb megengedett sebességük 29 mérföld per óra (47 km/h). A mozdonyokra gyakran csak a „DH” előtaggal hivatkoztak.
A mozdonyok az English Electric szabványos „Stephenson” sorozatába tartoztak, és elsősorban tolatási, rövidebb oda-vissza teherszállítási és gépészeti feladatok ellátására szerezték be azokat. Az 1-es pályaszámú mozdony 1969. július 31-én állt először szolgálatba, ezt szeptember 27-én követte a 2-es, majd október 4-én a 3-as. A mozdonyok nem bizonyultak megbízhatónak, mivel a motor üzem közben rendszeresen túlmelegedett.

### Szolgálatból kivonás és a kezdeti kísérletek a megőrzésre
Az 1980-as évek második felében mindhárom mozdonyt letétbe helyezték, az elsőt 1986-ban, a másik kettőt pedig 1989 májusában. Az Irish Traction Group 1989 augusztusában megkereste a Northern Ireland Railwayst abban a reményben, hogy 1989 szeptemberében búcsújáratot indítanak a 2-essel, azonban a terv meghiúsult, miután 1989. szeptember 9-én, egy nappal a tervezett búcsújárat előtt a mozdony motorja katasztrofális meghibásodást szenvedett, annak ellenére, hogy a NIR a York Road-i műhelyében felújította azt. A 2-es és a 3-as számú mozdonyok a Larne kikötőben kerültek tartós tárolásba, ahol azokból 1991-ben a dízelmotort, a nyomatékváltót és a véghajtást is eltávolították.
Az eredeti tervek szerint a mozdonyokat Lisburnben, Belfast Centralban és Londonderryben állították volna ki az észak-írországi vasutas közlekedés 150. évfordulója alkalmából. 1989 közepén az 1-es pályaszámú mozdony motorját, nyomatékváltóját és véghajtását eltávolították a NIR York Road-i üzemében, majd átfestették NIR-vörösre, és a lisburni karbantartótelepére szállították, ahol azonban nem tudtak neki fedett helyet biztosítani.

### Későbbi kísérletek a megőrzésre
1994 szeptemberében az Irish Traction Group mind a három mozdonyt megvásárolta a Northern Ireland Railwaystől, majd délre, a Carrick-on-Suir-i karbantartótelepére szállította azokat. Annak ellenére, hogy a 2-es és a 3-as pályaszámú mozdonyokat 1994. szeptember 11-én az 1-es mellé, Lisburnbe szállították, azonban az Iarnród Éireann-nal a mozdonyok Lisburnből Carrick-on-Suirba történő szállításával kapcsolatos papírmunkával kapcsolatos problémák miatt a mozdonyokat csak 1995. január 7-én szállították át a dublini Inchicore Worksbe, ahol aztán egy hetet töltöttek Dublin Heustonban a fűtőház előtt. A mozdonyokat végül január 14-én szállították át Carrick-on-Suirba.
Amikor vasúton Carrick-on-Suirba szállították a mozdonyokat, azok alkották az utolsó feljegyzett fékezetlen vonatot Írországban, és „gépészeti különvonatnak” számítottak. Carrick-on-Suirban szintén a szabad ég alatt tárolták a mozdonyokat, így tíz év alatt többször is vandalizálták azokat.
Ez idő alatt világossá vált, hogy az Irish Traction Group az egyik mozdonyt sem tudja üzemkész állapotba hozni. A legnagyobb költséget a motor, a nyomatékváltó és a véghajtás pótlása jelentette volna, ezen alkatrészek ára 70 000 font sterling körül mozgott. Több gépészeti vállalat is érdeklődött a mozdonyok megvásárlásával kapcsolatban, azonban a költséges alkatrészek hiánya miatt végül ezek a megkeresések nem vezettek sehova.

### Visszatérés a szolgálatba
2005-ben a Beaver Power Ltd. megkereste az Irish Traction Groupot a három mozdony megvásárlásával kapcsolatban, hogy azokat Srí Lankán újra üzembe állítsa. Hosszas mérlegelés után az Irish Traction Group eladta a 2-es és a 3-as pályaszámú mozdonyt a Beavernek, és Merthyr Tydfilbe szállította őket nagyjavítás és nyomtávváltás céljából, hogy azok a Srí Lanka-i 1676 milliméteres széles nyomtávú síneken közlekedhessenek. A mozdonyok Rolls-Royce CV12 típusú, 750 lóerő (560 kW) névleges teljesítményű dízelmotorokat és Twin Disc 13800 MS230 típusú nyomatékváltókat kaptak, illetve újrafestették azokat. Az 1-es pályaszámú mozdonyt is Merthyr Tydfilbe szállították, ahol a másik kettő gépnek szolgált alkatrészdonorként. Ekkor az 1-es még az Irish Traction Group tulajdonában állt és csak öt évvel később kínálták eladásra. 2006 májusában a 2-es és a 3-as pályaszámú mozdonyt átszállították Srí Lankára, ahol a Holcim puttalami cementgyárában dolgoztak. 
2010. november 28-án az Irish Traction Group az 1-es pályaszámú gép megfosztott maradványait is eladta a Beavernek. A mozdonyból 1989-ben kiszerelték a motorját, a nyomatékváltóját és véghajtását, majd a másik kettő mozdony felújítása során további alkatrészeitől is megfosztották. A tervek szerint a mozdonyt ipari feladatok elvégzésének céljából fel fogják újítani.
2010-re a 3-as pályaszámú mozdonyt Srí Lankában is letétbe helyezték, alkatrészeitől erősen megfosztott állapotban. A mozdony a fehér Holcim-festést viselte, azonban a 2-es pályaszámú gépet átfestették kék-fehérre és ekkor még mindig szolgálatban állt. A 2-es a „Shakhti”, míg a 3-as a „Prince Vijaya” becenevet kapta, melyet a vezetőfülke oldalára szerelt névtáblával jeleztek. A 2-es pályaszámú mozdonyt később ismét átfestették, azóta sárga sávval ellátott piros-fehér festést visel.

## Fordítás
- Ez a szócikk részben vagy egészben  a   NIR 1 Class című angol Wikipédia-szócikk ezen változatának fordításán alapul.  Az eredeti cikk szerkesztőit annak laptörténete sorolja fel. Ez a jelzés csupán a megfogalmazás eredetét és a szerzői jogokat jelzi, nem szolgál a cikkben szereplő információk forrásmegjelöléseként.